# Soudak (municipalité)
La municipalité de Soudak (ukrainien : Судацька міськрада, russe : Судакский горсовет, tatar de Crimée : Sudaq şeer şurası), est l'une des 25 subdivisions administratives de la république de Crimée. Elle porte le nom de Soudak, la principale ville qui en est le centre administratif.

## Divisions administratives
Outre Soudak, la municipalité compte la ville de Novyï Svet et 14 villages réparties dans 7 communautés citadines ou villageoises.
- communauté villageoise de Vesele
  - Vesele (Qutlaq)
- communauté villageoise de Hroushivka
  - Hroushivka (Suvuq Sala)
  - Perevalivka (El Buzlu)
  - Kholodivka (Osmançıq)
- communauté villageoise de Datchne
  - Datchne (Taraq Taş)
  - Lisne (Suvuq Suv)
- communauté villageoise de Mijrichtchya
  - Mijrichtchya (Ay Serez)
  - Voron
- communauté villageoise de Morske
  - Morske (Qapsihor)
  - Hromivka (Şelen)
- communauté citadine de Novyï Svet
  - Novyï Svet
- communauté villageoise de Sonyatchna Dolyna
  - Sonyatchna Dolyna (Qoz)
  - Bahativka (Toqluq)
  - Myndalne (Arqa Deresi)
  - Pryberejne (Kefessiya)

## Patrimoine culturel
La forteresse de Soudak au patrimoine mondial.

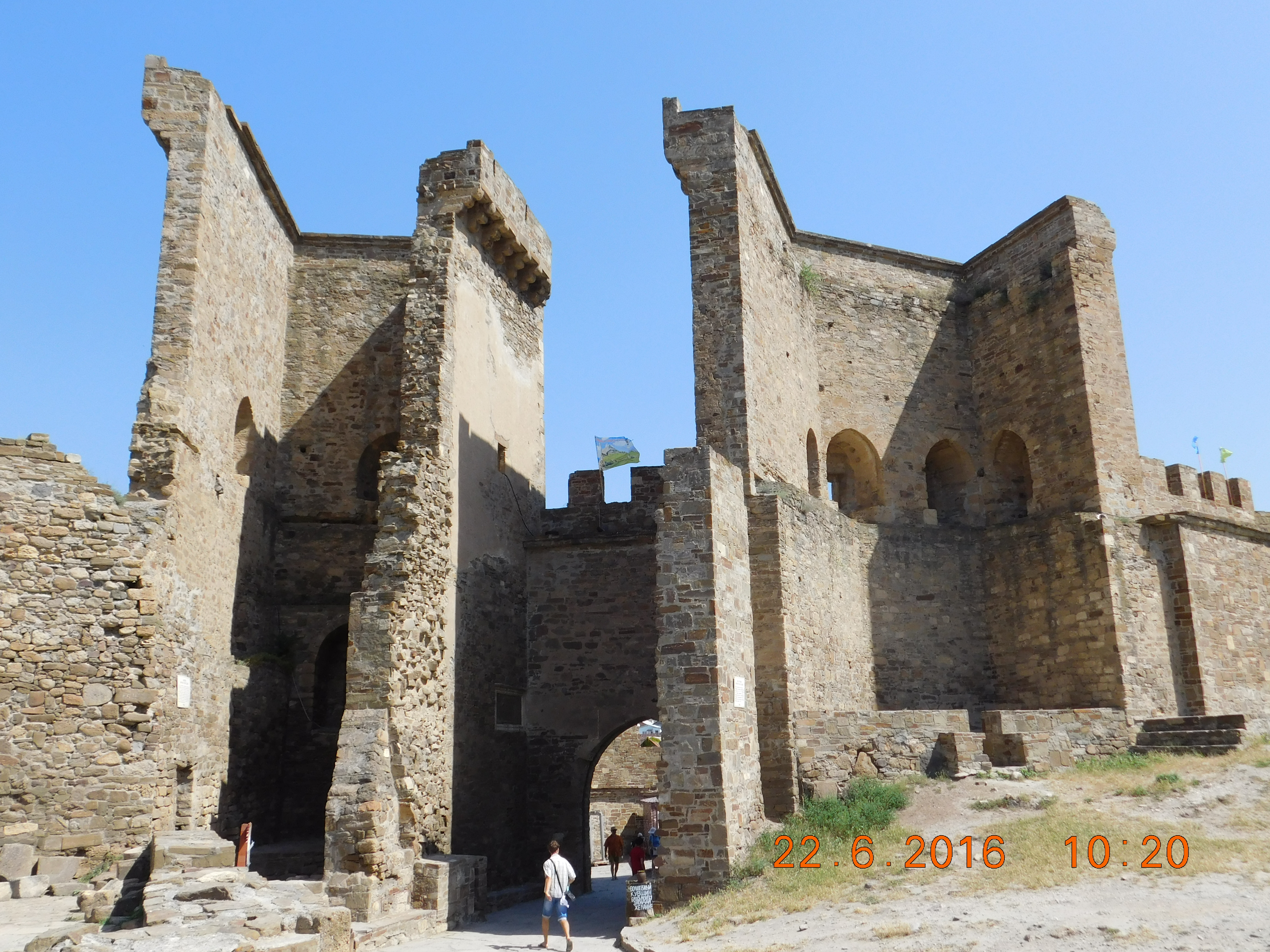
A Soudak : la porte de la forteresse, classée[1],
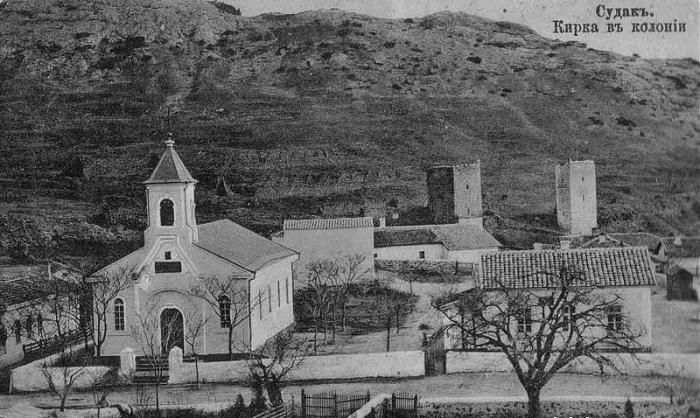
l'église luthérienne, classée[2],
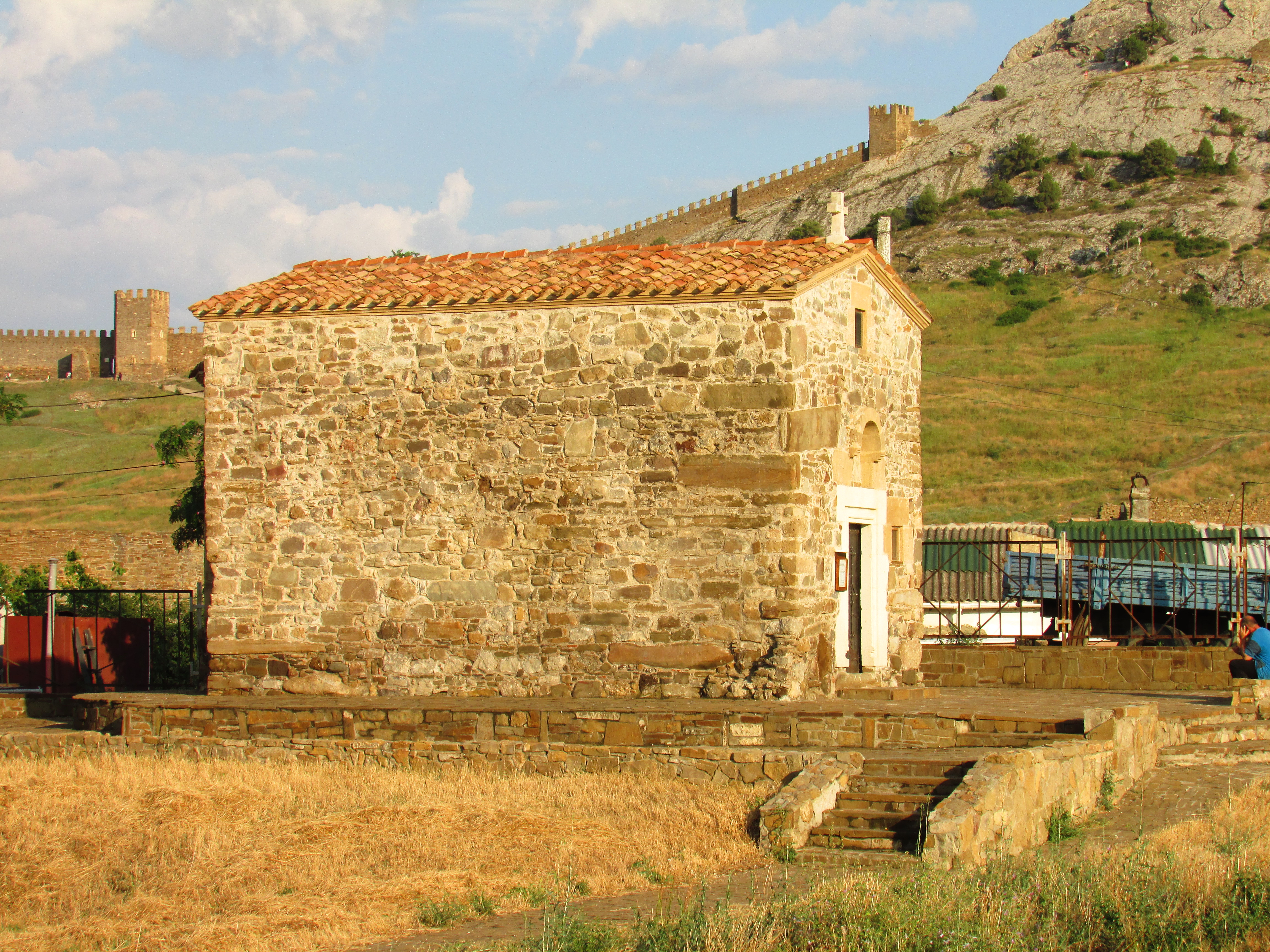
église de la Sainte-Parascève, classée[3],
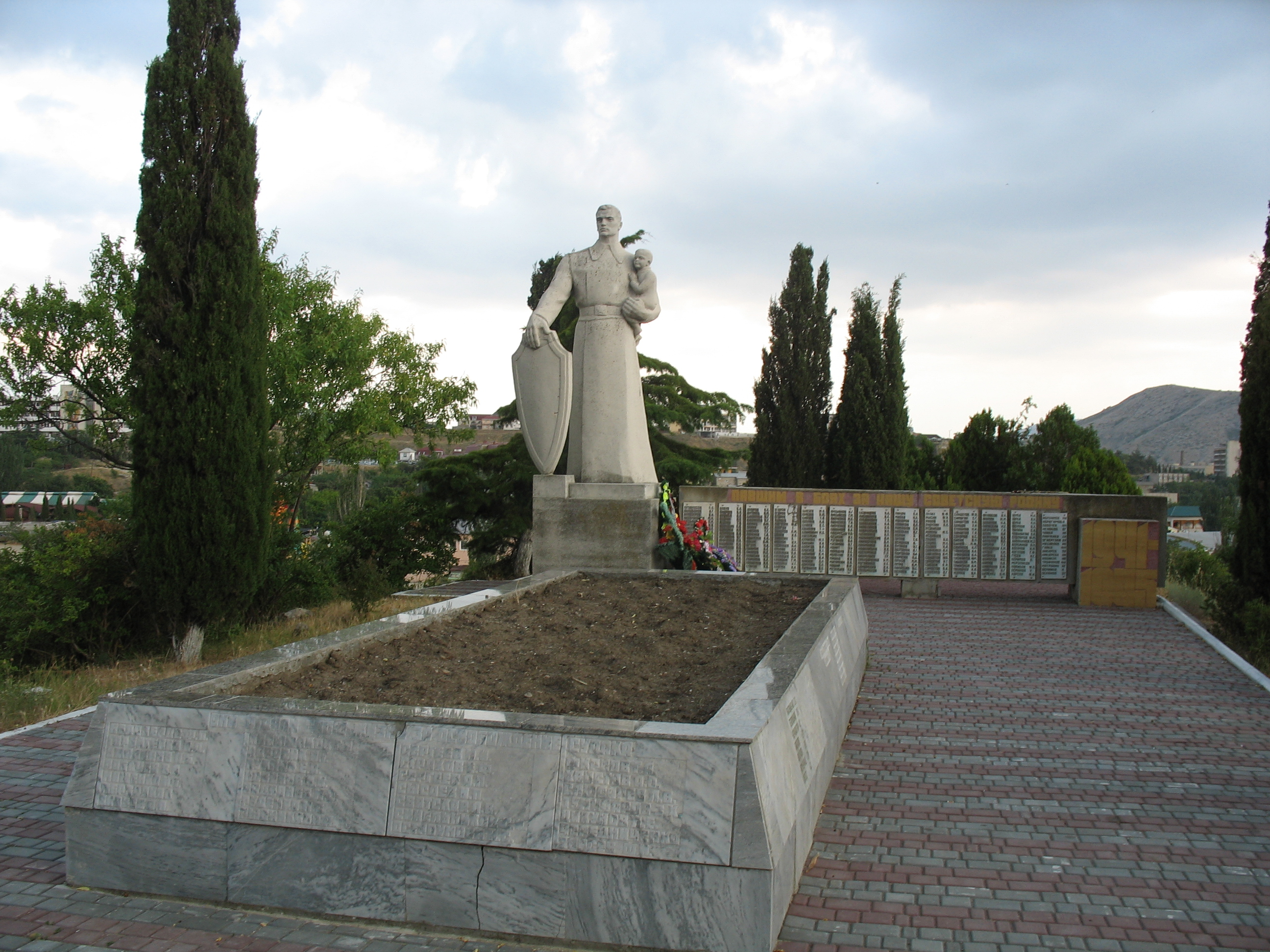
colline de la Gloire classé[4].
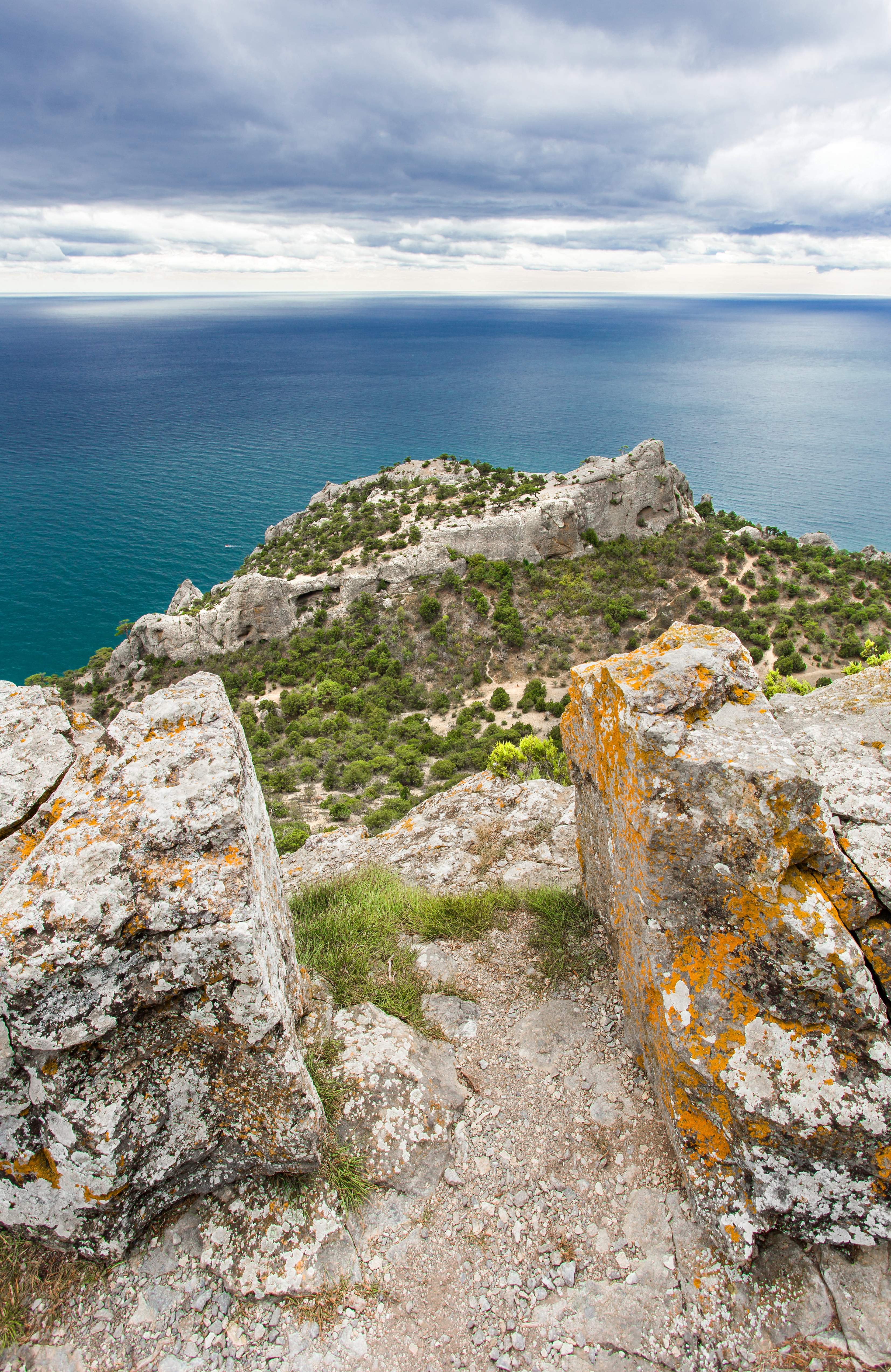
Site archéologique à Karaul-Oba classé[5].
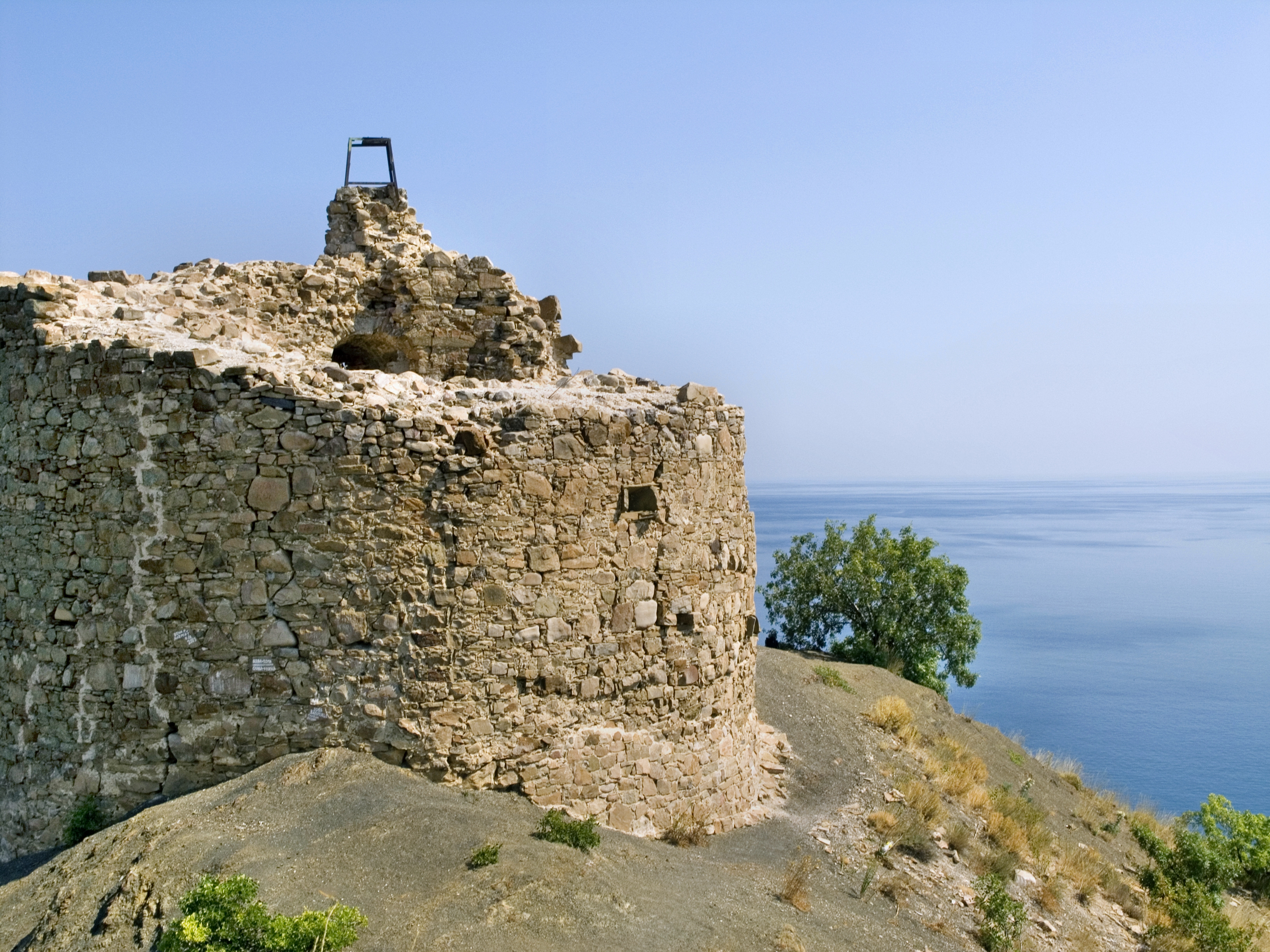
La tour génoise de Tchoban Koul classé[6].
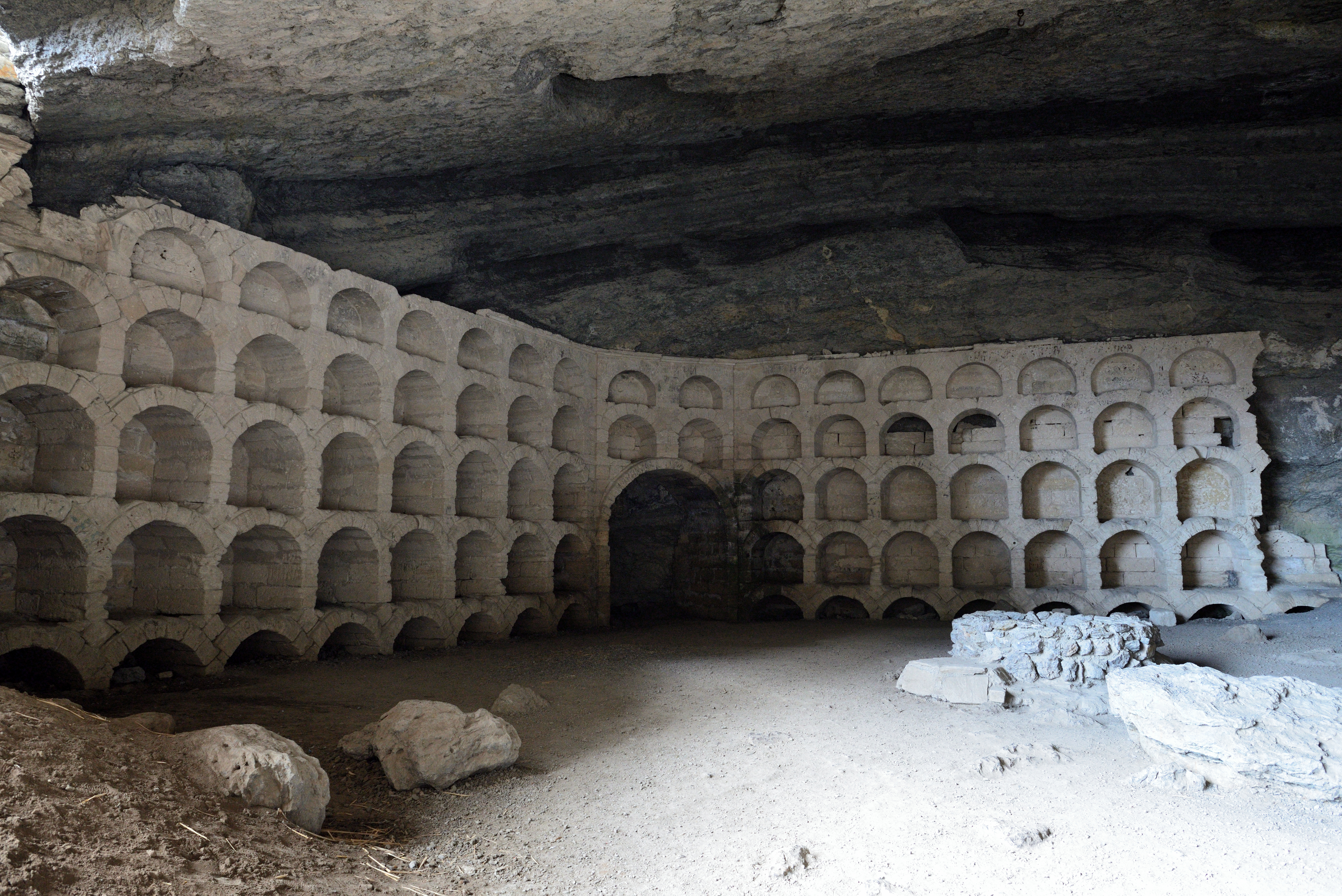
Les grottes de Novi Svit classées[7].
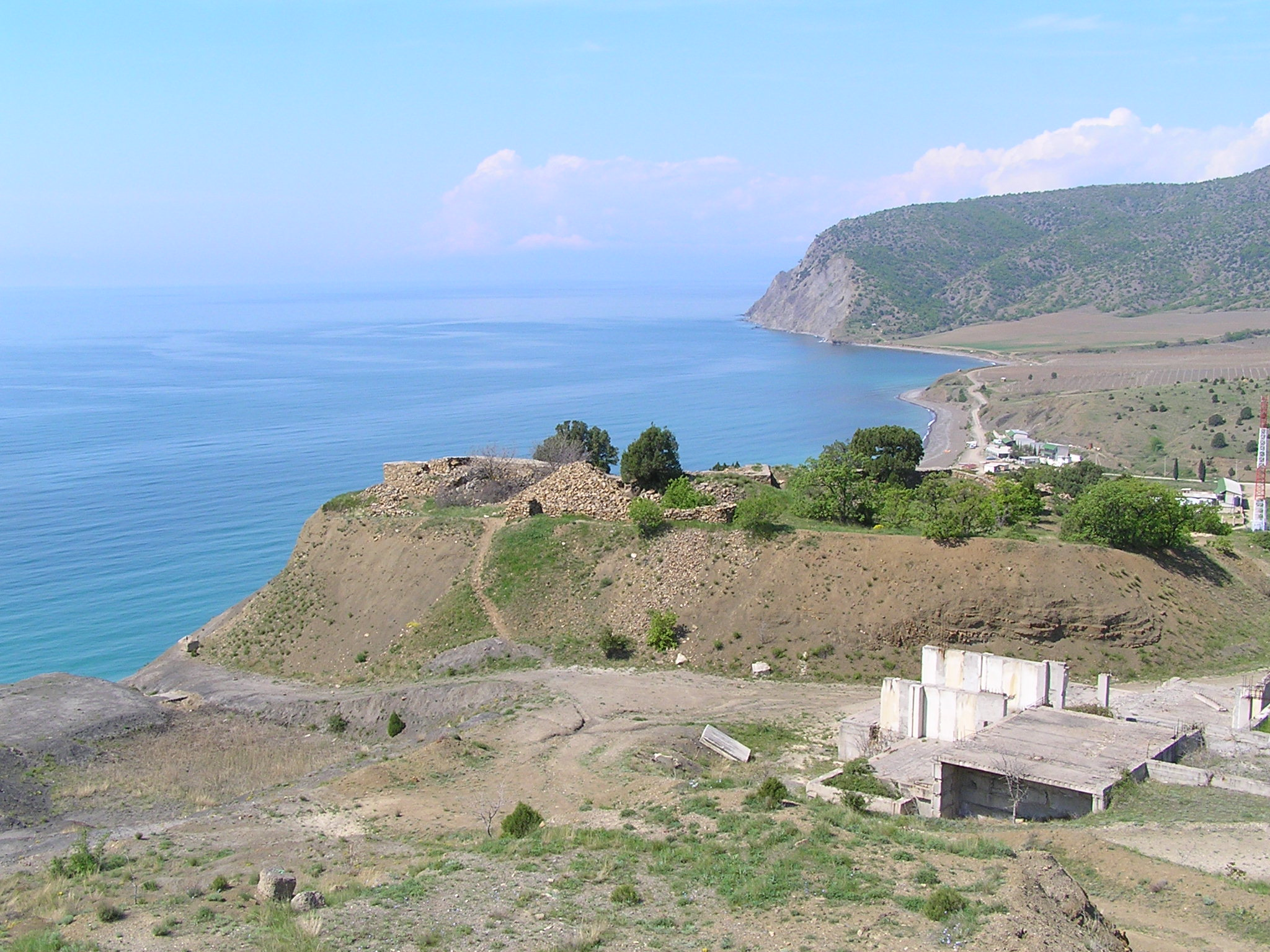
Forteresse de Koutlak classée[6].